# Stieleiche, Berlin, J.-Orlopp-Straße

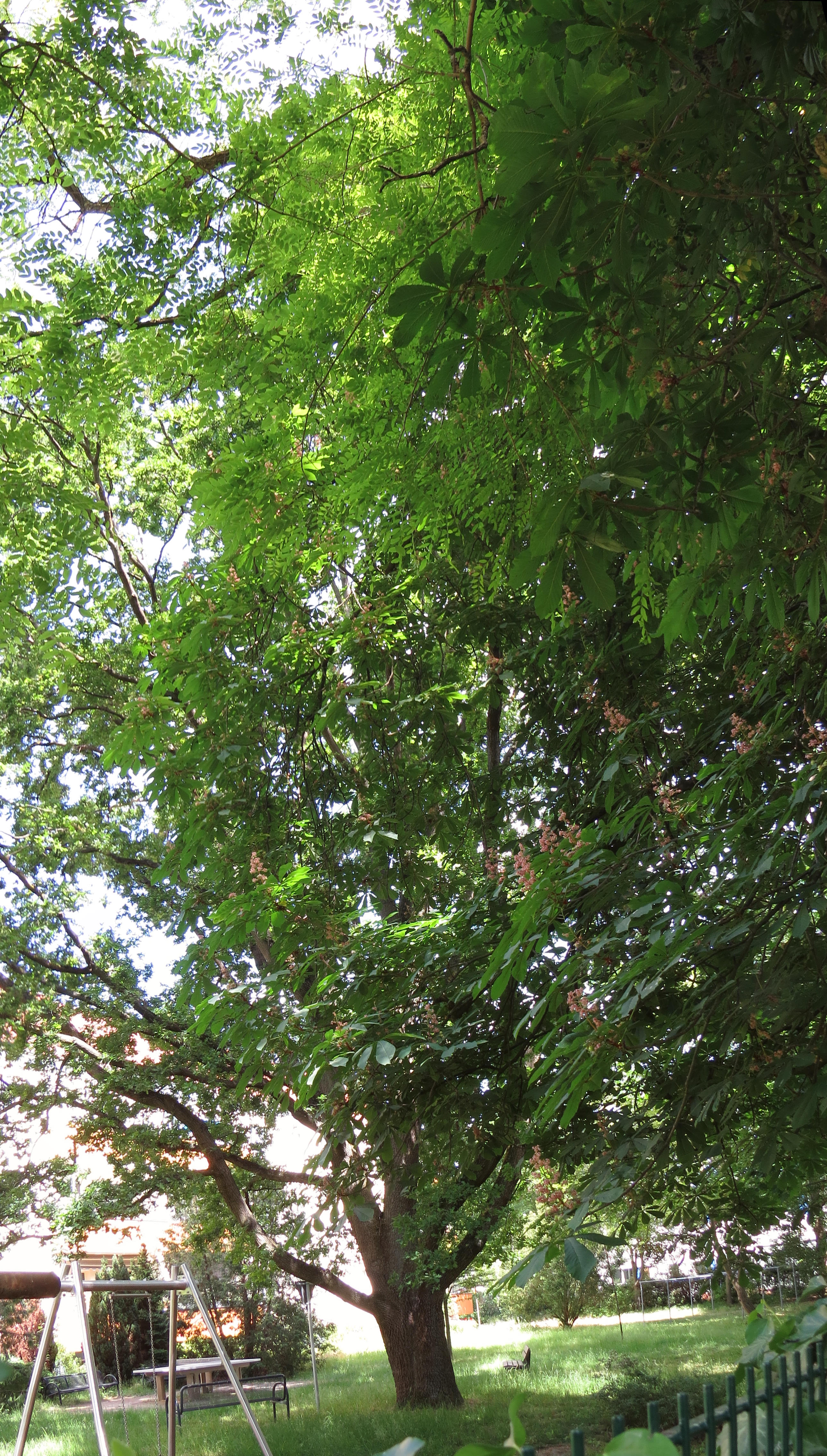
Eiche auf dem Innenhof Josef-Orlopp-Straße 8–18
Im Vordergrund rechts sind Zweige einer davor wachsenden Kastanie im Bild; der Hof ist mit einem Zaun abgesperrt und damit nicht direkt zugängig.

Die Stieleiche (Quercus robur) auf dem Hof in der Lichtenberger Josef-Orlopp-Straße (Nummer 8–18) ist seit dem Herbst 2021 ein Berliner Naturdenkmal. Zu diesem Zeitpunkt wurde ihr Alter auf „über 100 Jahre“ geschätzt. Den Status als Naturdenkmal hat die Eiche, die an das ehemalige Rittergut Lichtenberg erinnern soll, laut einer Pressemitteilung des Bezirksamtes Lichtenberg „aufgrund ihrer landeskundlichen Bedeutung“ erhalten. Für die Verleihung des Status hat sich laut Journal 55 plus ab Beginn der 2000er Jahre insbesondere ein Bewohner der nahe gelegenen Genossenschaftshäuser eingesetzt.